# Cerapteryx juncta
Cerapteryx juncta är en fjärilsart som beskrevs av Barend J. Lempke 1940. Cerapteryx juncta ingår i släktet Cerapteryx och familjen nattflyn. Inga underarter finns listade i Catalogue of Life.